# Pterocella vesiculosa
Pterocella vesiculosa är en mossdjursart som först beskrevs av Jean-Baptiste Lamarck 1816.  Pterocella vesiculosa ingår i släktet Pterocella och familjen Catenicellidae. Inga underarter finns listade i Catalogue of Life.